# Studia Patristica
Studia Patristica è una serie editoriale in lingua inglese i cui contenuti sono sottoposti a revisione paritaria.
È la pubblicazione ufficiale dell'Oxford International Conference on Patristic Studies, che ebbe luogo per la prima volta nel 1951 e, successivamente, ogni quattro anni.
I relativi atti furono dati alle stampe a partire dalla conferenza del 1955 a cura della casa editrice Akademie Verlag, quindi a quattro a distanza dall'evento di Oxford. A partire dal volume 15, le edizioni furono curate dalla Peeters Publishers.
A partire dal 2011, Studia Patristica è divenuta anche la pubblicazione di riferimento di altri eventi teologici:
- la National Conference on Patristic Studies della Facoltà di Teologia dell'Università di Cambridge, i cui atti dal 2009 sono a cura di Allen Brent, Thomas Graumann e Judith Lieu[5];
- la The Image of the Perfect Christian in Patristic Thought dell'Università Cattolica dell'Ucraina, i cui atti dal 2009 sono a cura di Taras Khomych, Oleksandra Vakula e Oleh Kindiy[6];
- la British Patristics Conference, svoltasi a Durham a partire dal settembre 2010.[7]

Dal 2012 vengono pubblicati anche gli Studia Patristica Supplements, una serie di monografie separate, ma comunque inerenti alla patristica.

## Curatori
- Markus Vinzent (del King's College London)
- Allen Brent (del King's College, London)

Curatori passati
- Kurt Aland (vol. 1-2)
- Frank Leslie Cross (vol. 1-11)
- Elizabeth Anne Livingstone (vol. 12-33)
- Edward Yarnold (vol. 34-38)
- Maurice Wiles (vol. 34-38)
- Paul M Parvis (vol. 39-43)
- Frances Young (vol. 39-43)
- Mark Julian Edwards (vol. 39-49)
- Averil Cameron (vol. 44-49)
- Jane Baun (vol. 44-49)
- Thomas Graumann (vol. 50)
- Judith Lieu (vol. 50)
- Taras Khomych (vol. 51)
- Oleksandra Vakula (vol. 51)